# Segelstamosse
Segelstamosse är ett naturreservat i Nyköpings kommun i Södermanlands län.
Området är naturskyddat sedan 2009 och är 45 hektar stort. Reservatet ligger i anslutning till reservatet Ryssbergen och består av barrskog och myrmark. 

## Bilder

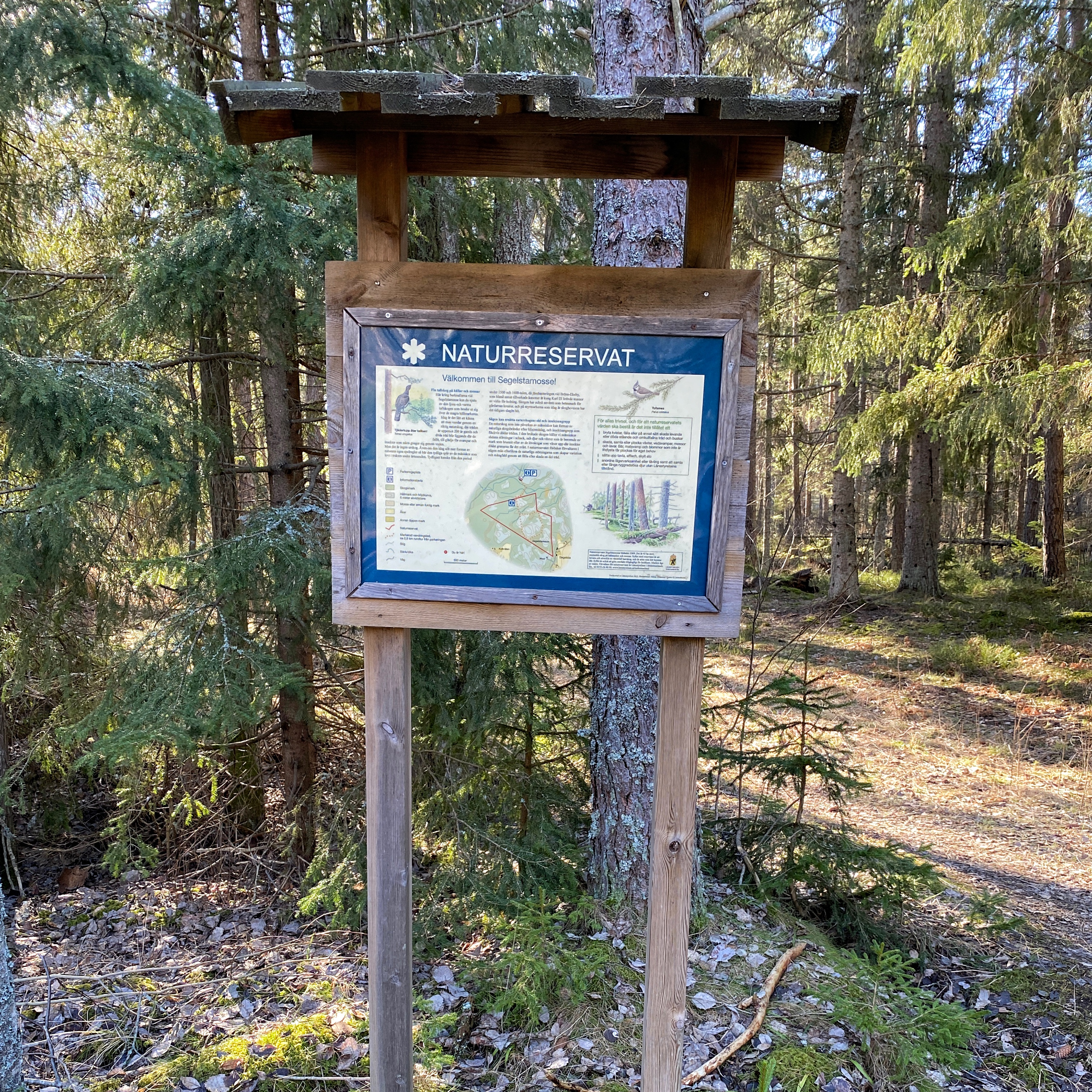
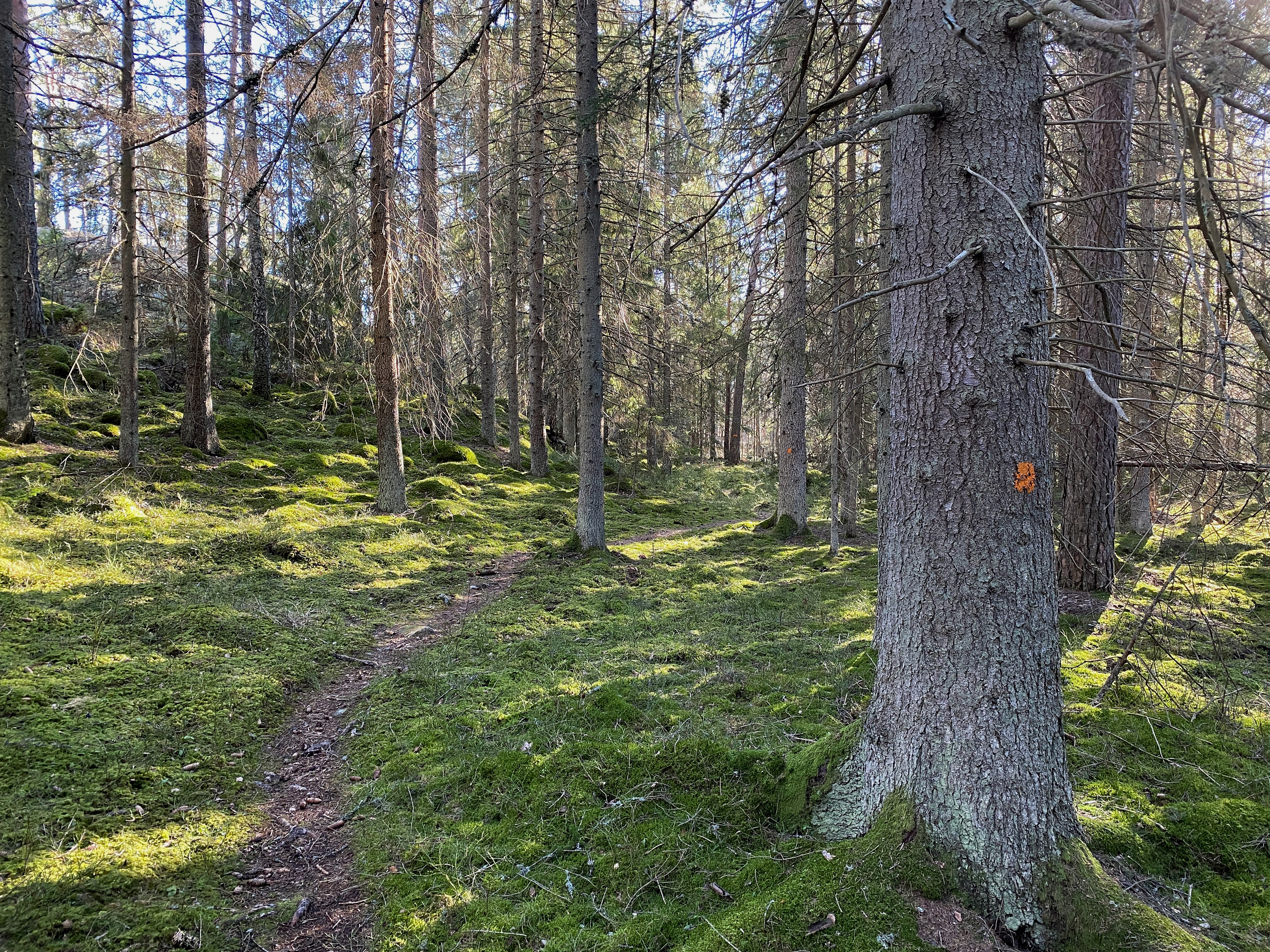
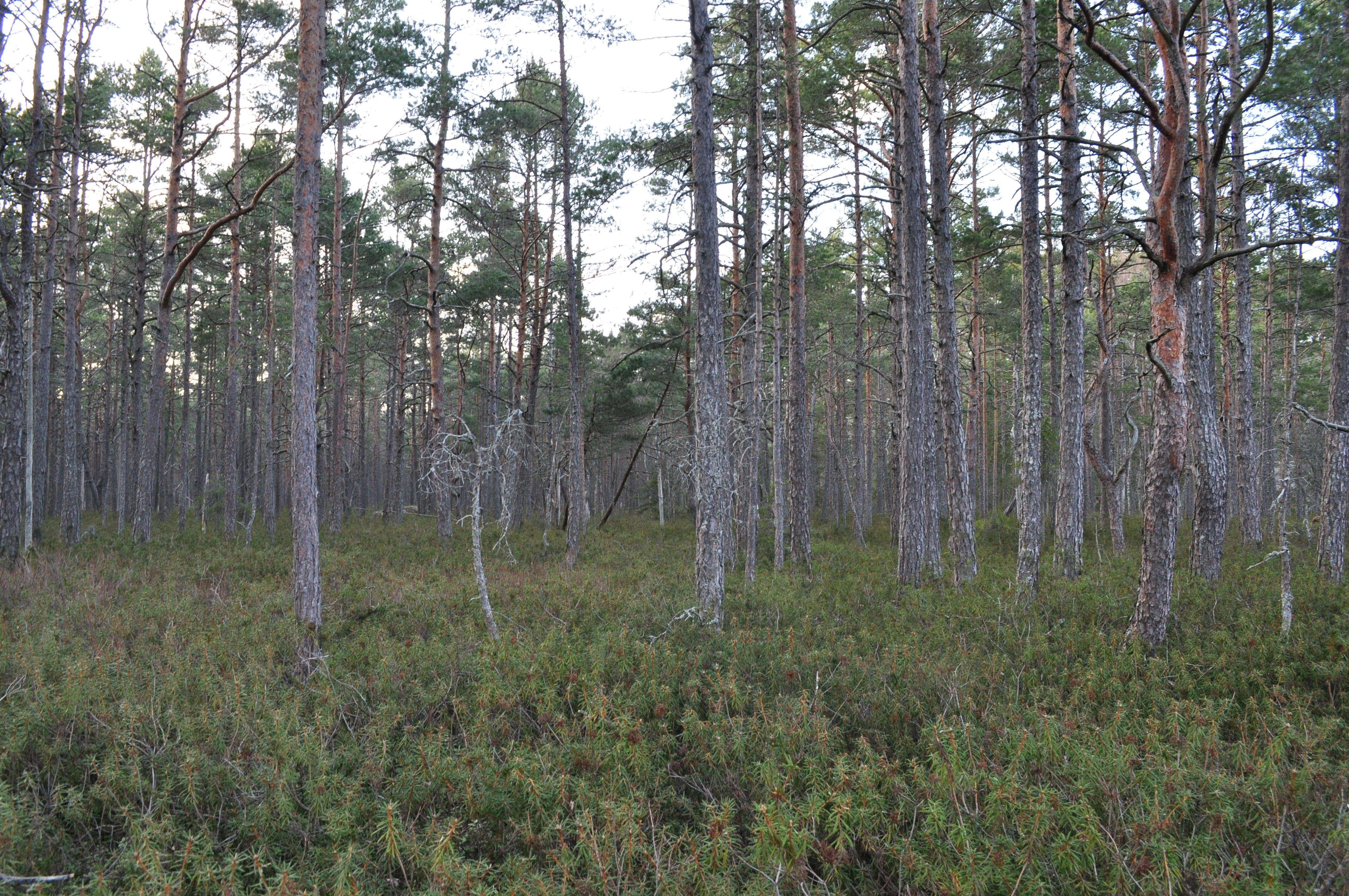
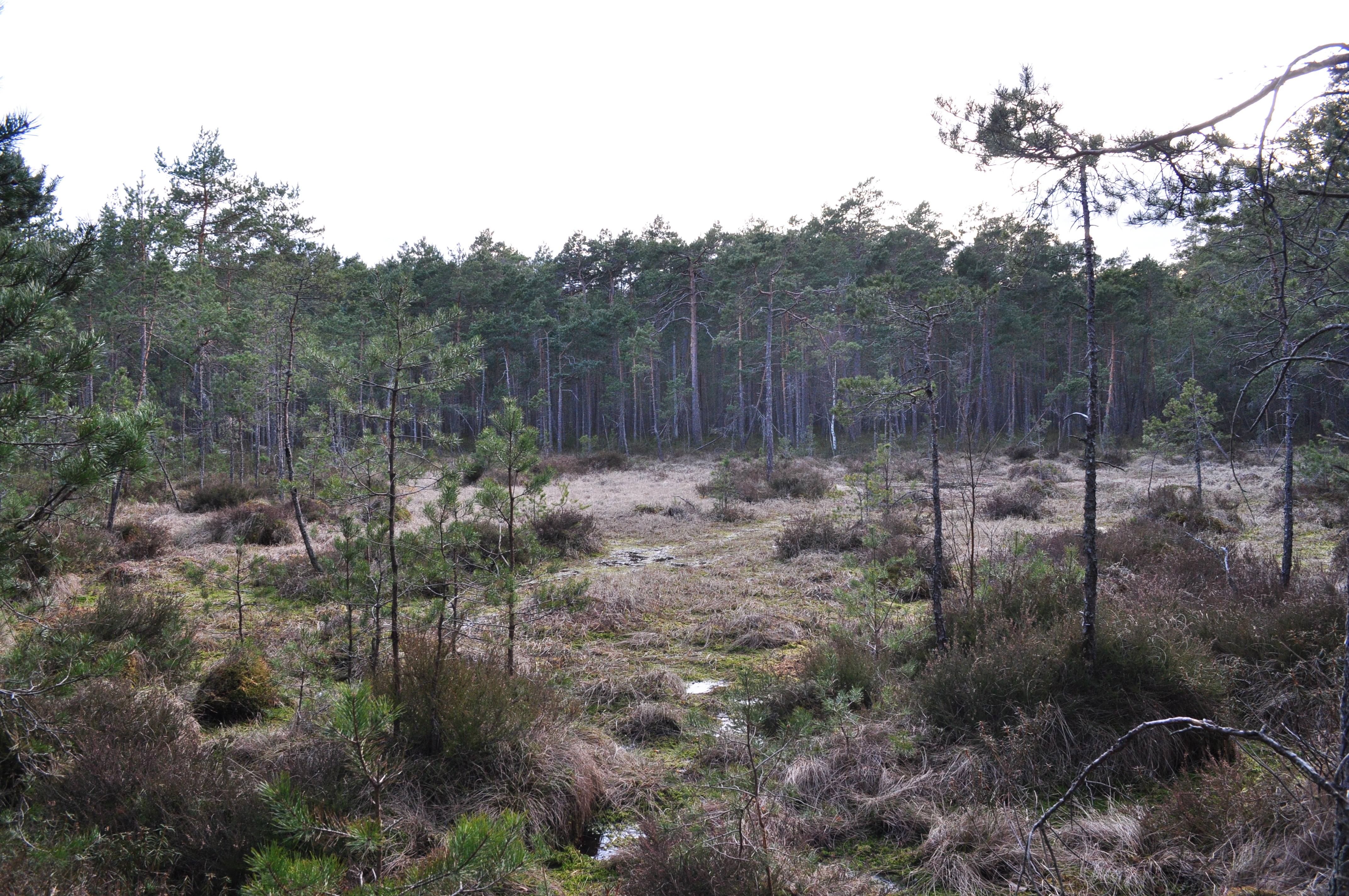